# داریل نیتا
داریل نیتا (انگلیسی: Daryll Neita؛ زادهٔ ۲۹ اوت ۱۹۹۶) ورزشکار دونده اهل بریتانیا است.
وی در مسابقات کشوری و بین‌المللی در مجموع برندهٔ ۱ مدال طلا، ۳ مدال نقره شده‌است.